# María Dolores de Cospedal
María Dolores de Cospedal García (Madrid, 13 dicembre 1965) è un avvocato e politica spagnola.

## Biografia
Madrilena di nascita, cresce ad Albacete e perciò considera la Castiglia la sua terra d'adozione. Ha frequentato il liceo presso l'Instituto Bachiller Sabuco nella capitale di Albacete. All'età di 18 anni, si è trasferita a Madrid per studiare all'Università CEU San Pablo.
Il suo nome di nascita è María Dolores Cospedal García, che ha cambiato da adulta. La sua famiglia è originaria di El Bonillo, nella provincia di Albacete.
All'età di 17 anni, in gioventù, fece parte del Partito Riformista Democratico, in cui militava suo padre, Ricardo Cospedal. Si è laureata in giurisprudenza presso l'Universidad San Pablo CEU ed è entrata nel Corpo degli Avvocati dello Stato nel 1991. Nel 1992 entra nei servizi legali del Ministero dei lavori pubblici, dei trasporti e dell'ambiente. Nel 1994 e fino al 1996 ha lavorato come avvocato dello Stato e capo del Ministero degli affari sociali. Nel 1997 è entrata a far parte del gabinetto del ministro del lavoro e degli affari sociali come consigliere. Nel 1998 è divenuta consigliere del lavoro e degli affari sociali presso l'Ambasciata di Spagna negli Stati Uniti. 

## Carriera politica

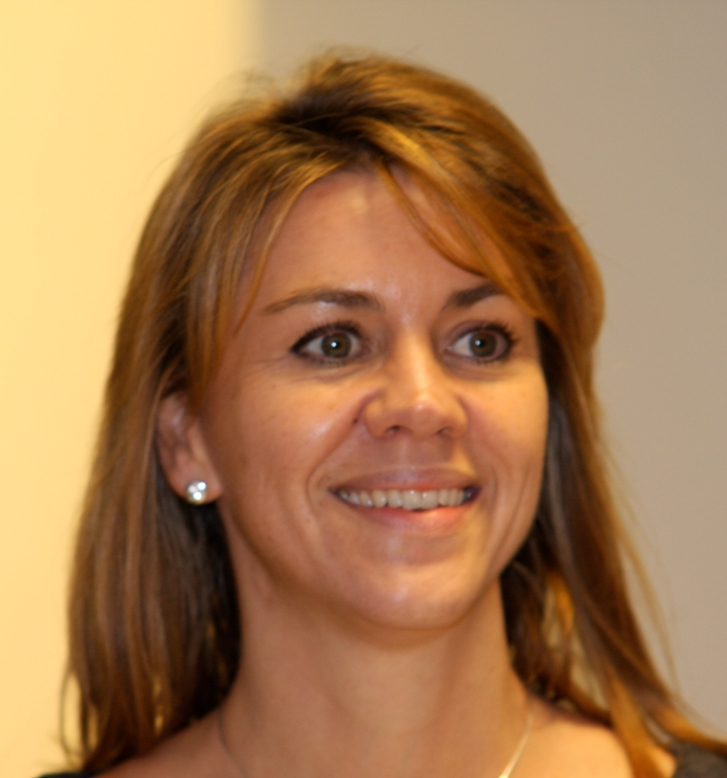
Maria Dolores de Cospedal nel 2008

Dal 2000 al 2002 è sottosegretario di stato alla funzione pubblica e dal 2002 al 2004 all'interno.
Nel 2006 viene eletta senatrice, carica che manterrà fino al 2011. Nel 2007 venne candidata dal PP alla presidenza della comunità autonoma di Castiglia-La Mancia, ma non viene eletta.
Nel 2006 aveva deciso di diventare madre-single mediante procreazione assistita, scelta che le aveva attirato le critiche dei conservatori ma anche, probabilmente, i consensi di una parte dell'elettorato socialista deluso dal governo Zapatero.
Nel 2011 vince le elezioni per la presidenza della comunità autonoma di Castilla-La Mancha., restando presidente fino al 2015. Sempre nel 2011 è invitata al Club Bilderberg ad assistere al ciclo annuale di conferenze.
La de Cospedal è stata segretario generale del Partito Popolare a partire dal XVI congresso nazionale del PP del 2008 fino al XIX congresso nazionale straordinario del luglio 2018.
Dal 13 gennaio 2016 è deputata alle Corti Generali.
María Dolores de Cospedal è stata ministro della Difesa nel Governo Rajoy II dal 4 novembre 2016 fino al 7 giugno 2018.
Il 7 novembre 2018 ha annunciato che avrebbe lasciato la politica e il suo seggio al Congresso dei Deputati, tornando alla sua professione di avvocato dello Stato presso la Corte suprema, con strascichi polemici e giuridici.

## Questione delle donazioni al partito
Nel luglio 2013 dei comunicati stampa hanno rivelato accuse di corruzione in relazione alla Caso Gürtel contro rappresentanti del Partito Popolare di Toledo. Nell'ottobre 2013 è stata aperta un'indagine presso la Corte suprema di Madrid per sospetto finanziamento illecito dei partiti. Si trattava di una donazione di 200.000 euro per le elezioni autonome del 2007 in Castiglia-La Mancia, nelle quali Cospedal era il principale candidato del PP. In relazione al caso, sono stati accusati alcuni dipendenti della città di Toledo, i quali sembrerebbe che abbiano ricevuto la donazione da una filiale della società Sacyr e l'abbiano inoltrata al partito. In cambio, la società, che opera in tutta la Spagna, si è aggiudicata l'appalto per lo smaltimento dei rifiuti della città di Toledo per 10 anni. María Dolores de Cospedal si è difesa dalle accuse di coinvolgimento personale in questi eventi intentando una causa per diffamazione contro Luis Bárcenas, l'ex tesoriere del PP al centro del caso Gürtel. La causa è stata archiviata all'inizio del dicembre 2013. Cospedal ha deciso di non intraprendere alcuna azione legale poiché, a suo avviso, lo svolgimento del procedimento aveva reso perfettamente chiaro che le accuse moose personalmente contro di lei erano inesatte o non provate.

## Vita privata
Tra il 1995 e il 1998 è stata sposata con l'aristocratico José Félix Valdivieso-González y Bravo de Laguna. Il matrimonio è stato poi dichiarato nullo. Il 3 settembre 2009 si è sposata con il finanziere Ignacio López del Hierro.